# شهرستان نکلینوفسکی
شهرستان نکلینوفسکی (به لاتین: Neklinovsky District) یک شهرستان در روسیه است که در استان روستوف واقع شده‌است.